# بليسي (شركة)
شركة بليسي (بالإنجليزية: Plessey)‏ شركة دولية للإلكترونيات والدفاع والاتصالات ومقرها بريطانيا. نشأت في عام 1917، ونمت وتنوعت في الالكترونيات. توسعت بعد الحرب العالمية الثانية عن طريق الاستحواذ على الشركات حتى عام 1989 حيث استحوذت عليها جينرال إليكتريك بشراكة مع شركة سيمنز.

## روابط خارجية
- تاريخ بليسي على موقع المملكة المتحدة أونلاين
- تاريخ بليسي على جوجل